# 彌勒忠史
彌勒 忠史（みろく ただし、1968年 - ）は、日本の声楽家。舞台俳優、作曲家、編曲家、演出家としても広く活動している。日本演奏連盟、二期会、各会員。学位は修士（教育学）（千葉大学）、学士（音楽）（東京芸術大学）。称号はフェラーラ市・県等公認在日本フェラーラ・ルネサンス文化大使。東京都生まれ。

## 人物紹介
中学生時代にバンド活動（RJA）を始め、ボーカルだけでなくギターやベース、ドラムなどの演奏やオリジナル曲演奏を体験。このことが音楽の道を志すきっかけとなる。
千葉県立佐倉高等学校、千葉大学教育学部卒業。千葉大学大学院教育学研究科修了。東京芸術大学音楽学部声楽科卒業。声楽を中村健、川上洋司に師事する。1996年、サントリーホール・オペラ「オテッロ」にてテノール歌手としてデビュー。その後、カウンターテナーに転向する。バッハ・コレギウム・ジャパンの演奏会レコーディングに参加する一方、ベネッセ「こどもちゃれんじほっぷ」うたのおにいさんも務める。
1999年、イタリア政府奨学生として渡伊、G.バンディテッリ、C.ミアテッロに師事。ロム・アルメ古楽協会オーディションに優勝、イタリア国内外にてオペラ・演奏会に出演する。2001～2003年イタリア国立フレスコバルディ音楽院講師。ボローニャ大学DAMSにて演出学を学び、主宰する古楽集団トロヴァトーリ・レヴァンティの公演ほか家族向けオペラ公演の演出なども手がける。東京芸術大学音楽学部声楽科助手を経て、現在、学習院生涯学習センター講師、千葉大学教育学部附属中学校非常勤講師。2013年、芸術選奨文部科学大臣新人賞受賞。

## ディスコグラフィ
- 「MADRIGALI 音楽装飾されたマドリガーレ」 2003/11/10 （Tactus TC500003）
- 「Arie antiche Italiane イタリア古典歌曲集をうたう」 2007/12/26 （King International たまゆら KDC-16）
- 「GIOVANNI BATTISTA BASSANI / L’Armonia Delle Sirene シレーヌたちのハーモニー」 2008/1/8 （Tactus TC642702）
- 「BARBARA STROZZI / Ariette a Voce Sola Op 6」 2011/9/13 （Tactus TC616901）
- 「NO EARLY MUSIC, NO LIFE ?  アーリー・ミュージックでメッセージを！」 2012/6/1 （OMF KCD-2035）
- 「古楽仕立てのカンツォーネ」 2014/2/6 （OMF KCD-2041）
- 「匂い立つ風　La Dill デビュー・ミニアルバム」 2014/9/24 （日本クラウン CRCP-40385）

## 著書
- 彌勒忠史著『イタリア貴族養成講座』（集英社、2008年)